# Tomorrow (песня Strawberry Alarm Clock)
| Оценки критиков    | Оценки критиков    |
| Источник           | Оценка             |
| Иноязычные издания | Иноязычные издания |
| ------------------ | ------------------ |
| Allmusic           | (положительная)    |

Tomorrow — сингл американской психоделической группы Strawberry Alarm Clock, вышедший в декабре 1967 года и занявший 23 позицию в  хит-параде Billboard Hot 100. Песня была исполнена впервые 18 ноября 1967 года в шоу Dick Clark's American Bandstand. Композиция часто исполнялась на концертах и была одной из самых известных песен группы.

## Участники записи
- Ли Фриман — гитара, бэк-вокал
- Эд Кинг — гитара
- Марк Вейц — клавишные
- Гари Ловетро — бас-гитара
- Джордж Баннелл — бас-гитара
- Рэнди Сеол — ударные, перкуссия, вокал
- Фрэнк Слей и Билл Холмс — продюсер